# 9117 Aude
9117 Aude (1997 FR1) là một tiểu hành tinh vành đai chính được phát hiện ngày 27 tháng 3 năm 1997 bởi D. Morata và S. Morata ở Martigues.